# The Cavern – Abstieg ins Grauen
The Cavern – Abstieg ins Grauen (Originaltitel: WIthIN) ist ein US-amerikanischer Horrorfilm. Die Direct-to-Video-Produktion aus dem Jahr 2005 ist das Regiedebüt von Olatunde Osusanmi. 

## Handlung
Bailey, Gannon, Domingo, Miranda und Ori sind fünf Abenteurer, die in Kasachstan eine unerforschte Höhle erkunden wollen. Die Höhle liegt in der Kysylkum-Wüste mitten im Nirgendwo. Vor zwei Jahren kam es bei einer ähnlichen Expedition der Gruppe zu einem tragischen Unfall: Plötzlich lief Wasser in die Höhle und Gannons damalige Freundin Rachel ertrank. Er hatte versucht, sie festzuhalten, doch sie wurde von der Strömung fortgerissen. Gannon macht sich deshalb bis heute Vorwürfe.
Zu dem Team gesellen sich der Autor Ambrose, der für ein neues Buch recherchiert, und die zwei Fremdenführer Vlad und Slava. Kurz nachdem die Expeditionsgruppe in die Höhle vorgedrungen ist, verschließt ein Unbekannter den Ausgang mit einem Felsen. Die Gruppe ist gezwungen, tiefer in das Höhlensystem vorzudringen, um einen anderen Ausgang zu finden. Dabei werden sie von einer unbekannten Kreatur verfolgt, die nach und nach Mitglieder der Gruppe tötet.
Miranda und Bailey können dem Wesen entkommen und entdecken einen Ausgang. Kurz bevor sie fliehen können, werden sie in die Höhle zurückgezogen und verschleppt. Die Kreatur stellt sich als Petr heraus, ein Mann mit verbranntem Gesicht. Als Kind überlebte er als einziger einen Flugzeugabsturz. Danach zog er sich in die Höhle zurück und verlor jegliches Sozialverhalten.

## Hintergrund
Der Film hat große Ähnlichkeiten mit dem Horrorfilm The Descent – Abgrund des Grauens. Tatsächlich jedoch wurde er einige Monate früher fertiggestellt, allerdings zur besseren Vermarktung erst später veröffentlicht.

## Kritik
The Cavern – Abstieg ins Grauen erhielt überwiegend schlechte Kritiken. Bemerkt wurden insbesondere die wackelige Kameraführung und das nicht nachvollziehbare Ende.

„Realistischer Höhlenhorror mit Wackelkamera. Effektiv, aber zum Ende hin läuft der Film aus dem Rahmen.“

„Unterirdisch zäh und unübersehbar billig.“